# Hydro nén
Hydro nén (CH2, CGH2 hay CGH2) là trạng thái khí của nguyên tố hydro được nén dưới áp suất. Khí hydro nén trong thùng hydro ở 350 bar (5.000 psi) và 700 bar (10.000 psi) và được sử dụng để lưu trữ hydro di động trong các phương tiện hydro. Nó được sử dụng như một khí nhiên liệu.

## Cơ sở hạ tầng
Hydro nén được vận chuyển bằng đường ống vận chuyển hydro và ống hydro nén được vận chuyển bằng rơ moóc.